# Жуковський Станіслав Юліанович
Жуковський Станіслав Юліанович (1873, село Ендриховичи, Гродненська губернія, Російська імперія — 1944, Прушково під Варшавою, Третій Рейх) — польський та білоруський художник.

## Життєпис
Походить з родини польського аристократа. Їх маєток був розташований в Гродненській губернії. За попередніми відомостями маєток був конфіскований 1863 року царатом як покарання бунтівної губернії. За іншими даними, маєток батька був обкладений 10-відсотковим податком на користь Росії за співчуття мешканців національно-визвольному повстанню. Були помітно збільшені і інші податки, що підривало економічний стан польських родин, сприяло продажу садиб і земель чи робило мешканців орендаторами на їх власних землях. 10-відсотковим податок на користь Росії був запропонований генерал-губернатором Вільни М. Муравйовим та затверждений імператором Олександром II 26 травня 1863. Підлеглі поляки мали сплатити податок через сім діб з дня оголошення.
Син Станіслав збільшив негаразди родини (заслання братів батька, втрата родинного маєтку та земель), бо 1892 року проти волі батька подався до Москви, де вступив до Художнього училища, аби стати художником. Його вчитель — російський пейзажист, польсько-литовський єврей за походженням, Ісаак Левітан.
З 1895 року брав участь в виставках передвижників. Картина молодого митця «Місячна ніч», 1899 року була придбана до збірок Третьяковської галереї. Станіслав Жуковський досить скоро виробився в відомого пейзажиста і почав використовувати стилістику імпресіонізму. Робив пейзажі та натюрморти. Відчував ностальгію і почав самотужки вивчати дворянські садиби, їх історію та побут, зробив їх головними персонажами власних картин. Мандрував по європейській частині Російської імперії, де на той час була збережена
більша частина колишніх дворянських садиб.
Його творчість — внесок в пізню культуру російського та польсько-литовського дворянства. Згодом брав участь в виставках художнього товариства «Світ мистецтва». Мешкав переважно в Москві, де заробив авторитет відомого пейзажиста. В Москві заснував приватну художню школу, де викладав у 1907–1917 роках.
За декретом Володимира Леніна Польща відновила власну державність. По закінченні Польсько-радянської війни, розв'язаної більшовицькою Росією, він в 1923 разом із тисячами поляків емігрував на історичну батьківщину.
Помер в фашистському концтаборі в Прушково під Варшавою в 1944.

## Вибрані твори
- «Річка Неман», 1895
- «Вечір», 1899
- «Білий будинок», 1906
- «Осінь в садибному парку», 1906
- «Натюрморт з квітами», 1908
- «Гребля», 1909
- «Покинута тераса», 1911
- «Відбитки вечірньої зорі», 1912
- «Травнева радість», 1912
- «Минуле. Кімната дворянської садиби», 1912
- «Сумні думи»
- «В ніч на колядки»
- «Під вечр біля води»
- «Вікно з фіалками»
- «Бузок на вікні»
- «Вогнище. Весняна ніч», 1920
- «Перший сніг»
- «Під весняним сонцем»
- «Лісове озеро. Синя вода»
- «Алея старого парку»
- «В старому дворянському домі»
- «Вітальня з роялем»

## Галерея

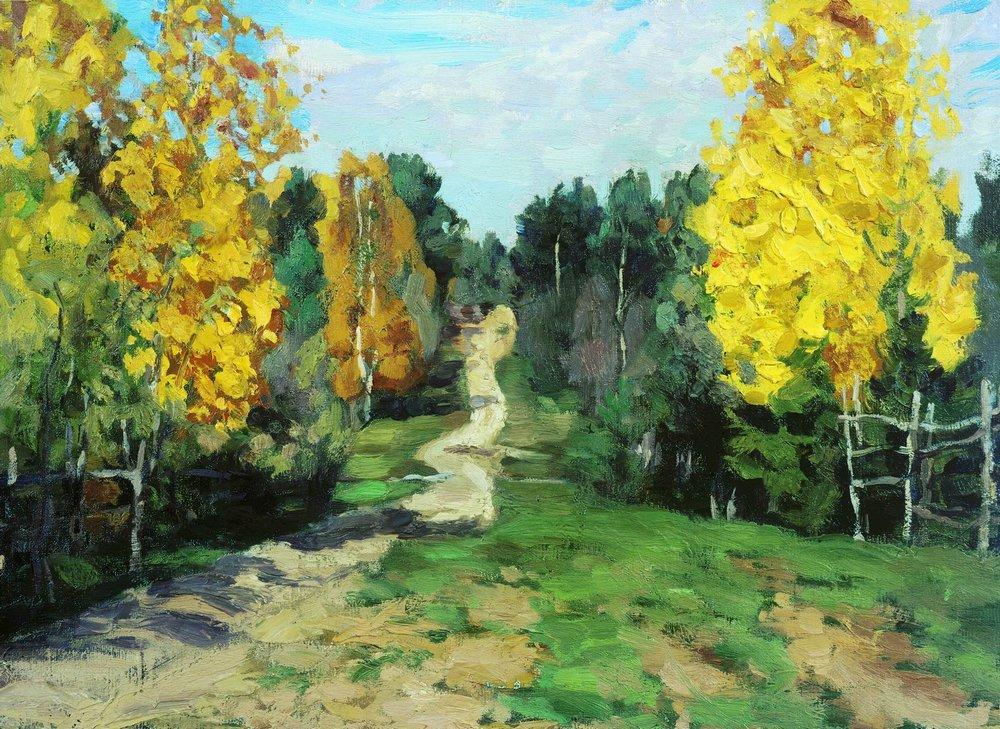
«Осінь. Дорога»
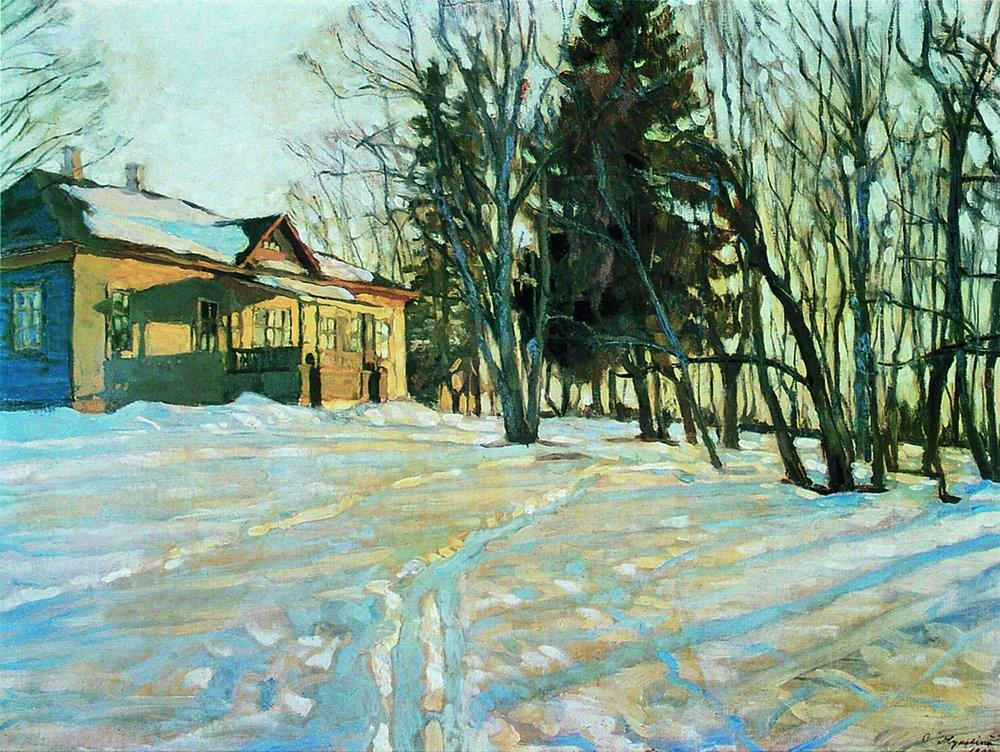
«Березневий вечір», 1904
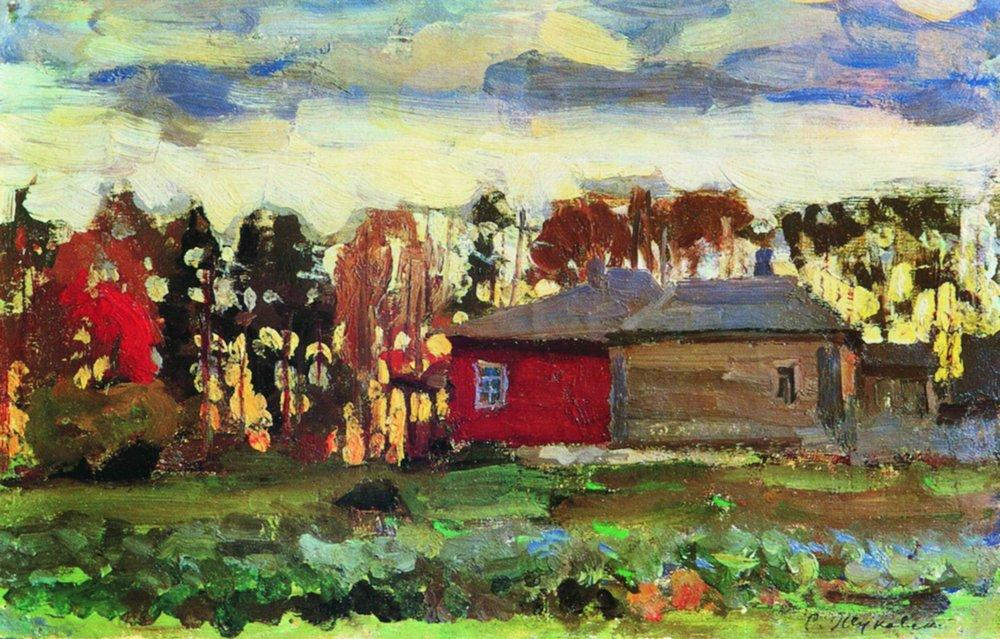
«Осінній вечір», 1905
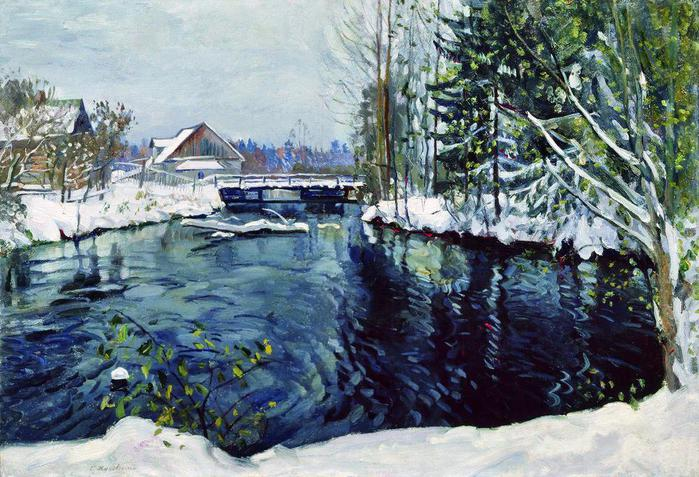
«Перший сніг»
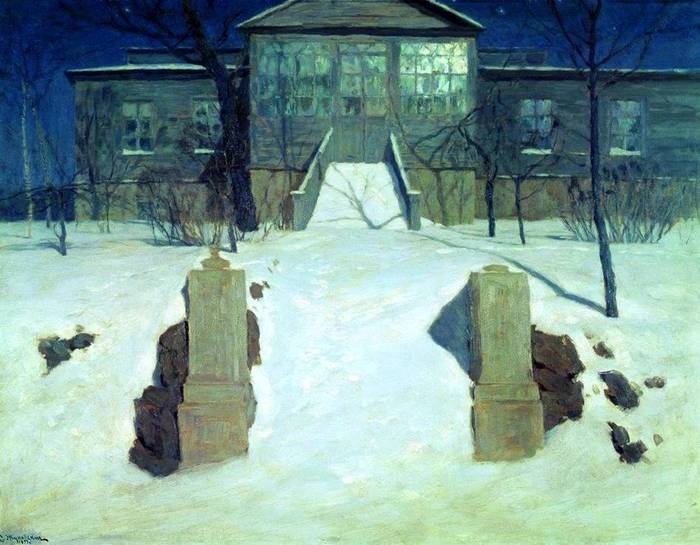
«Місячна ніч»
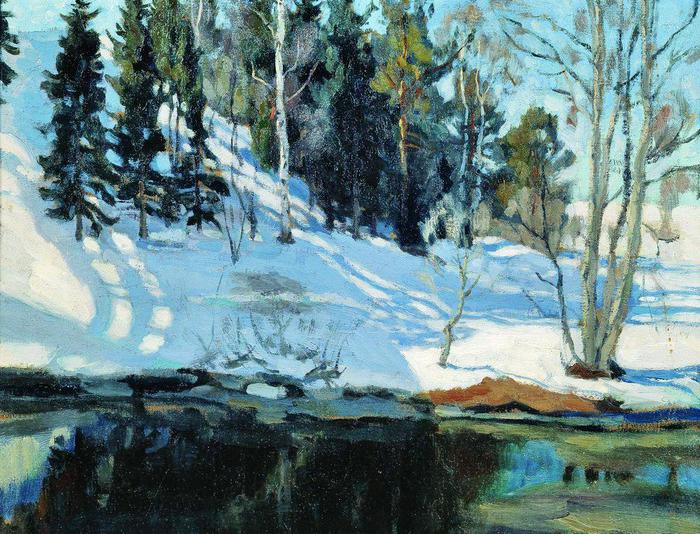
«Під весняним сонцем»
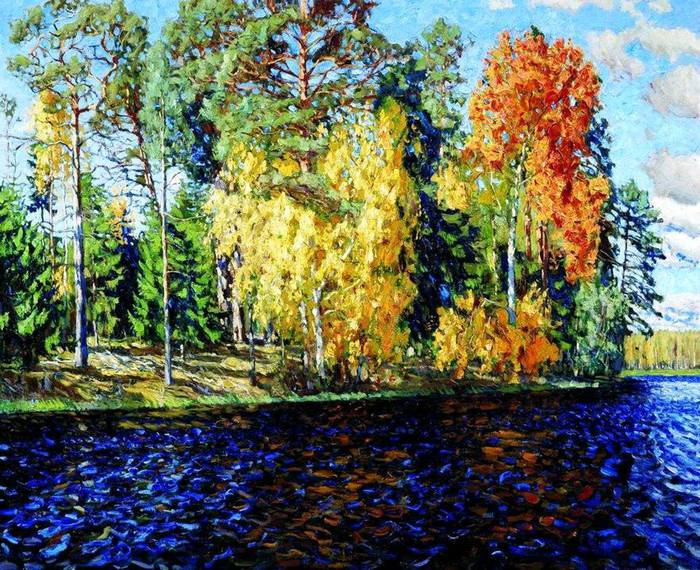
«Лісове озеро. Синя вода»
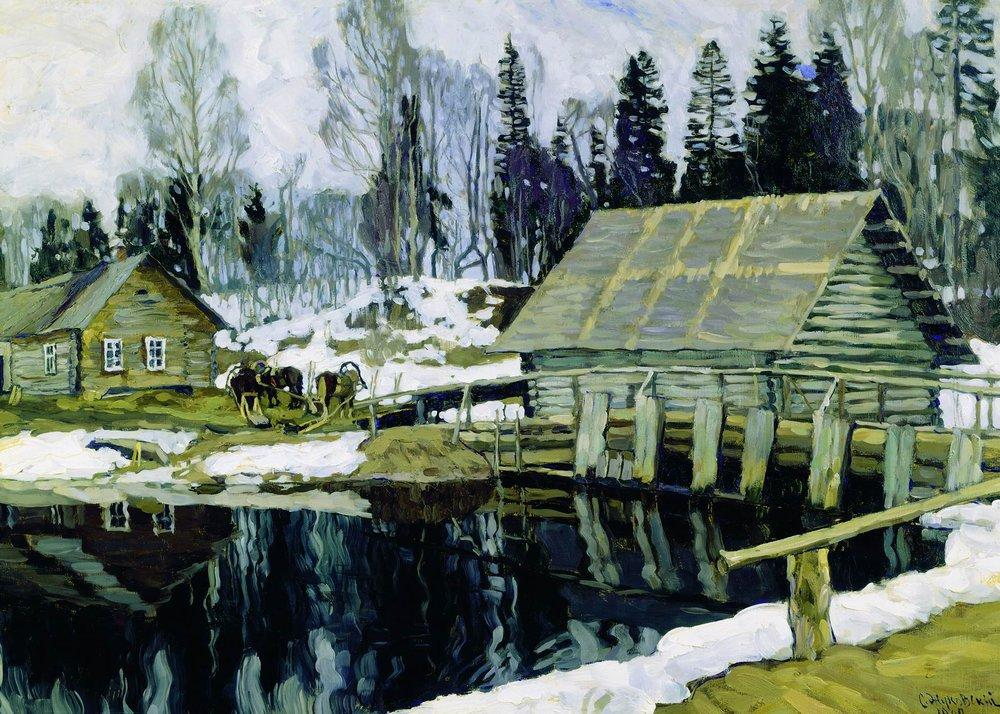
«Гребля», 1909
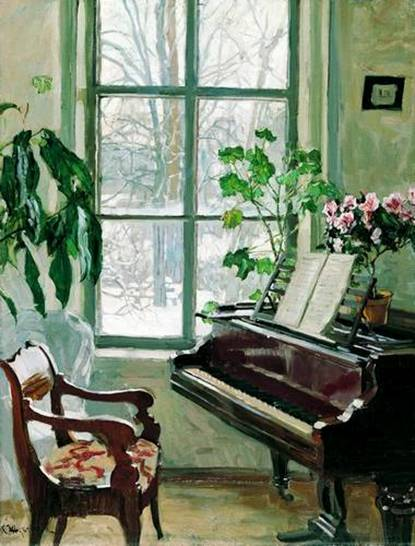
«Вітальня з роялем»
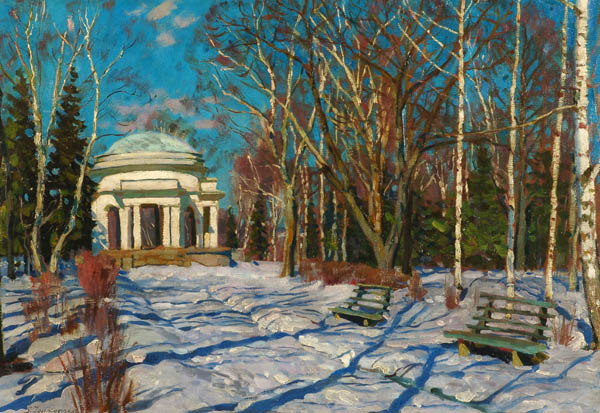
Зимовий краєвид. Вятка. Ротонда в Олександрівському саду
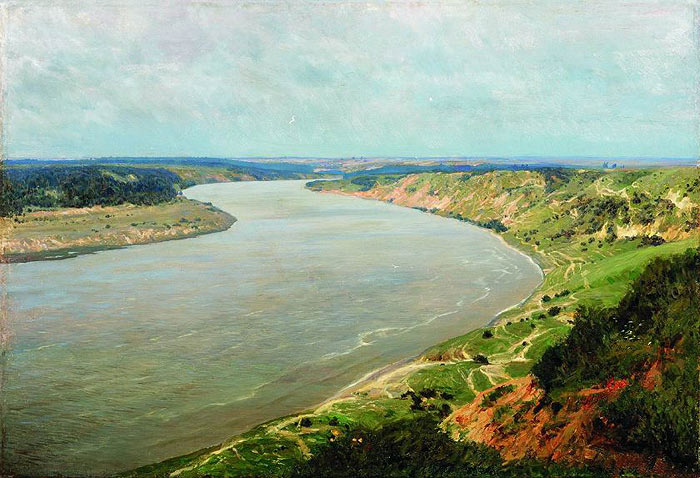
«Річка Неман», 1895, Державний музей образотворчих мистецтв Республіки Татарстан
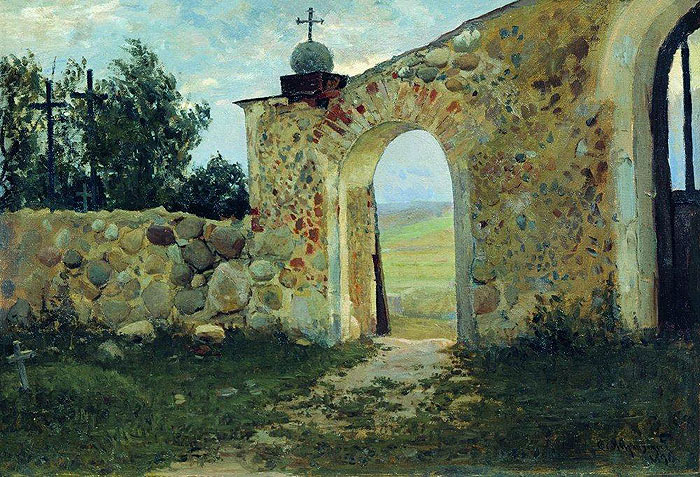
«Цвинтарна брама», 1896
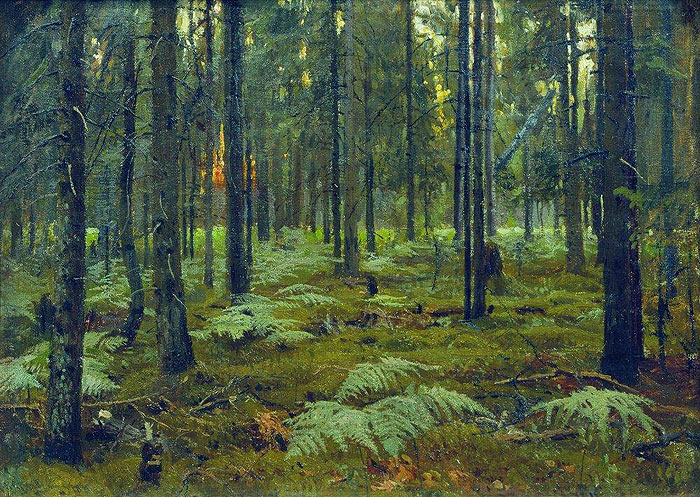
«Ліс. Папоротники. Захід сонця»
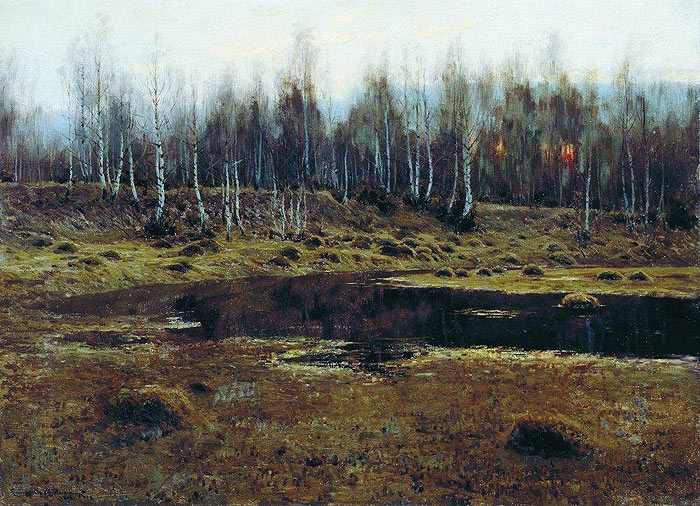
Весінній вечір
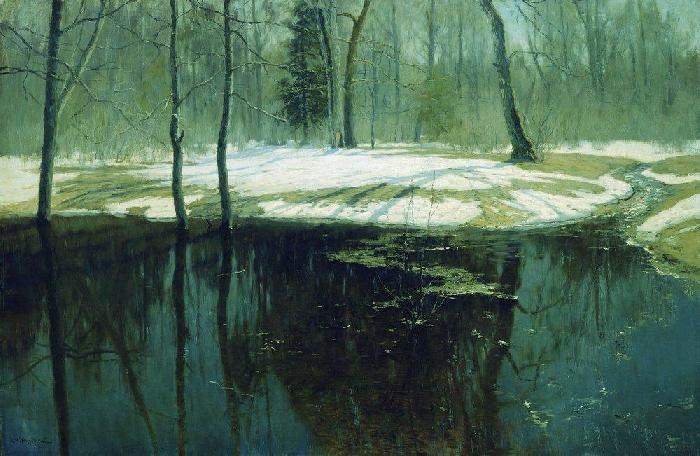
Весіння вода
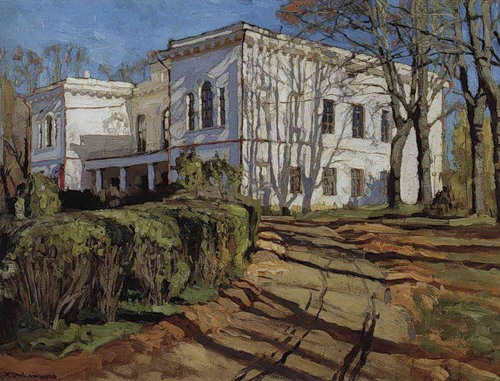
«Білий будинок», 1906
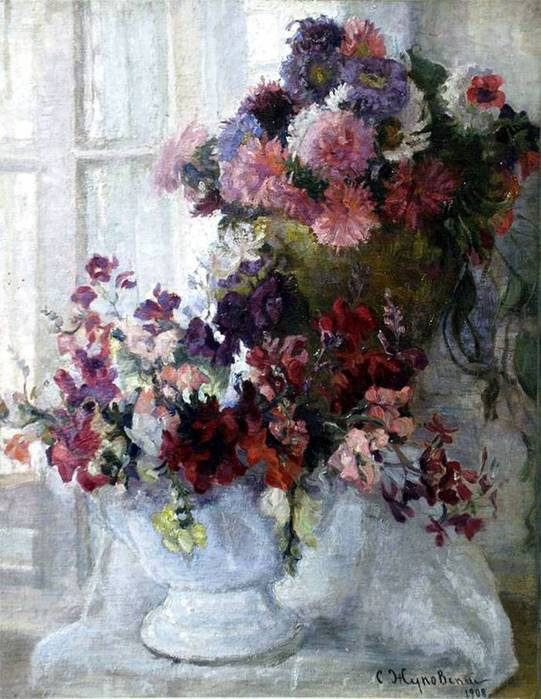
«Натюрморт з квітами», 1908
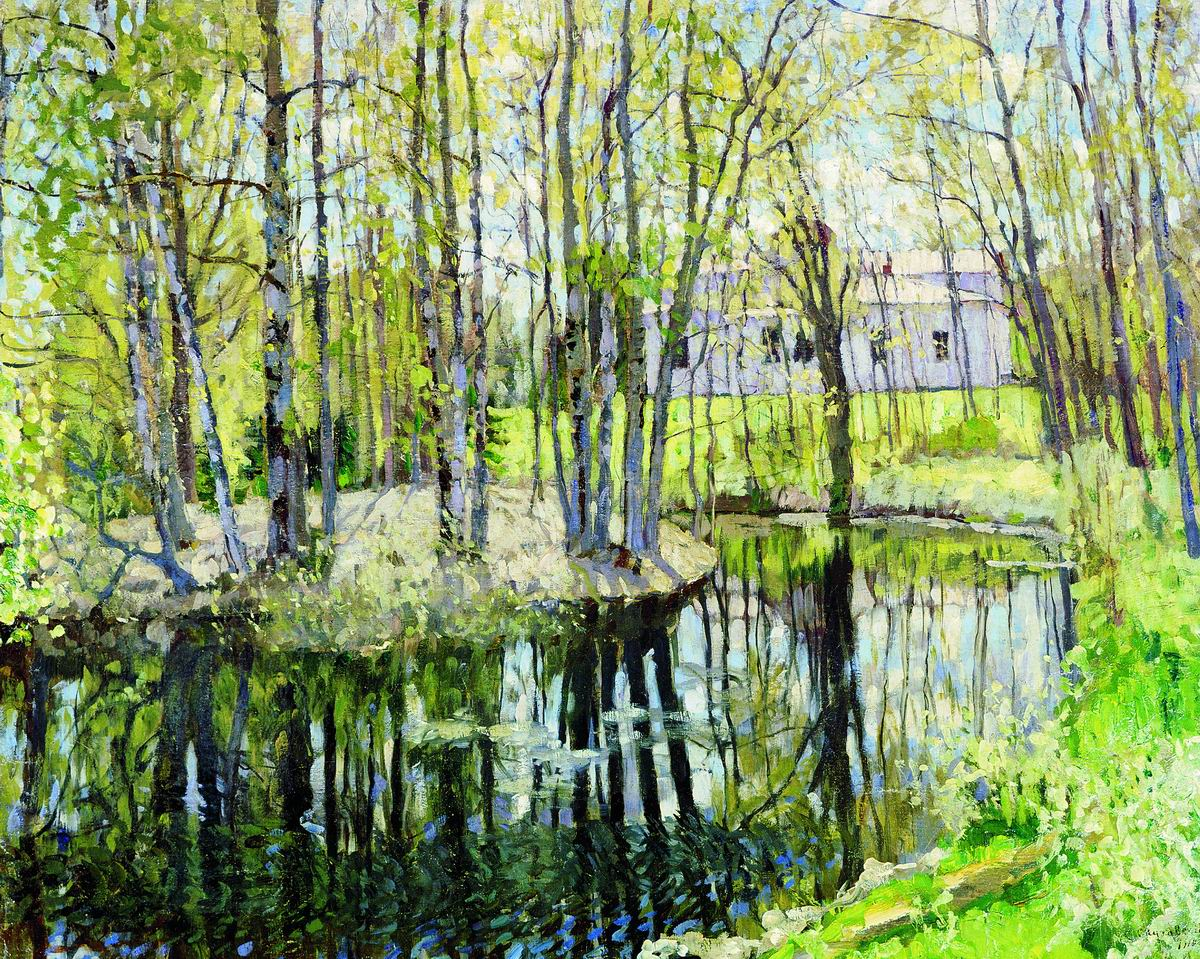
Стара садиба
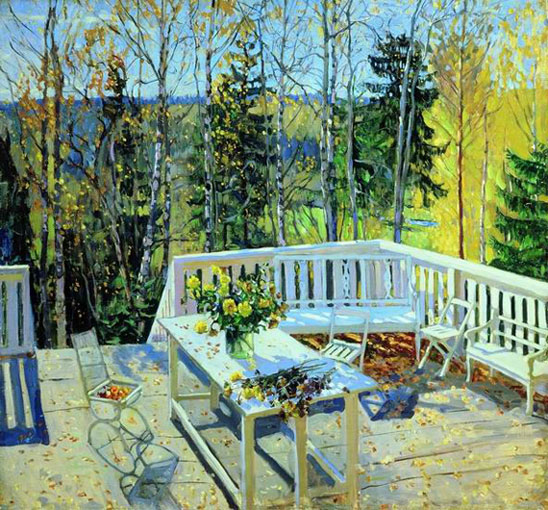
«Покинута тераса», 1911
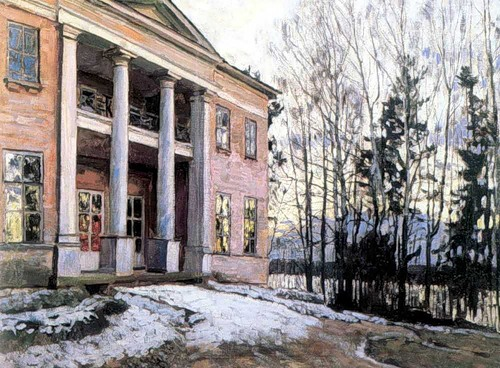
«Відбитки вечірньої зорі», 1912
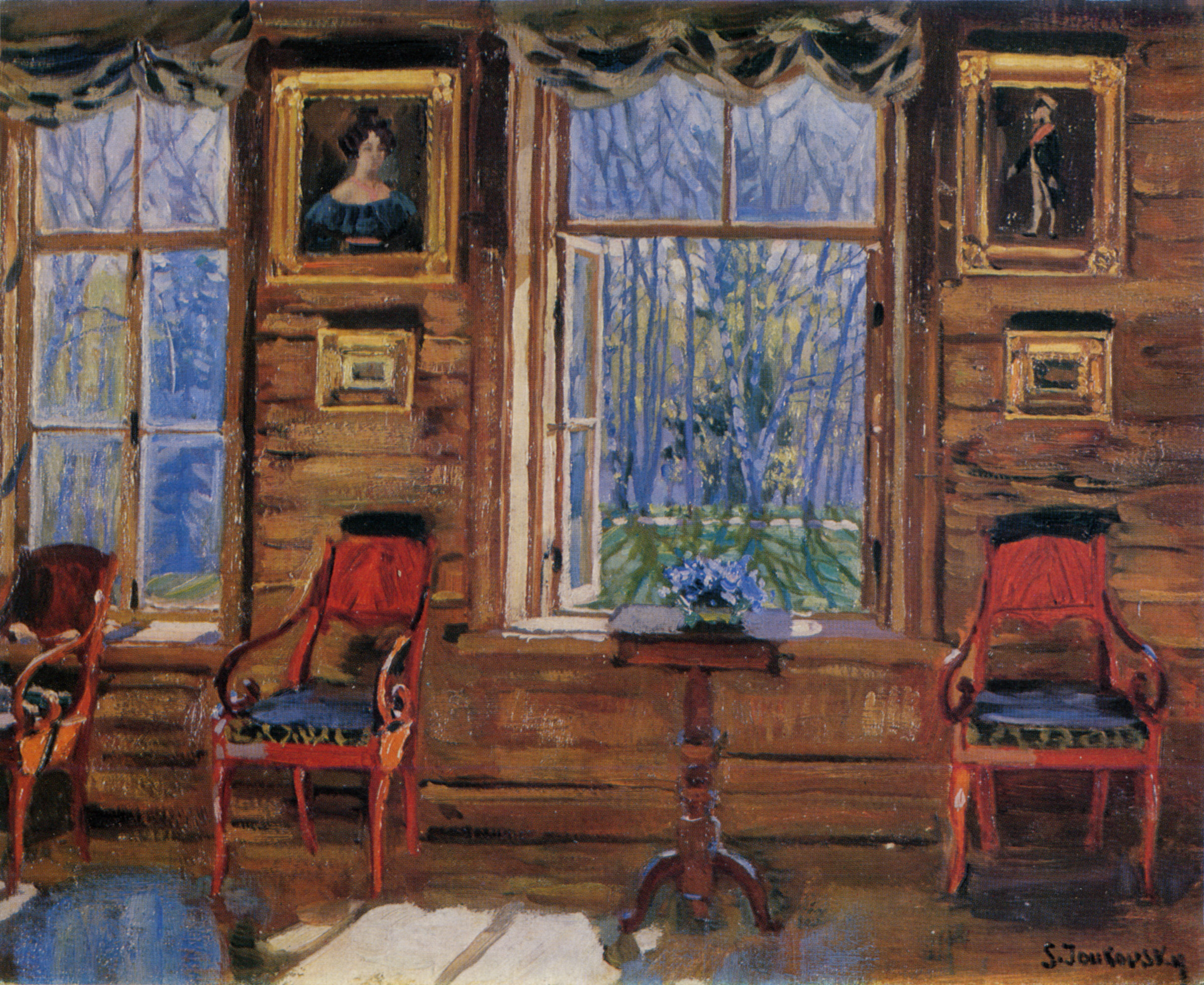
«Травнева радість», 1912, Львівська національна галерея мистецтв
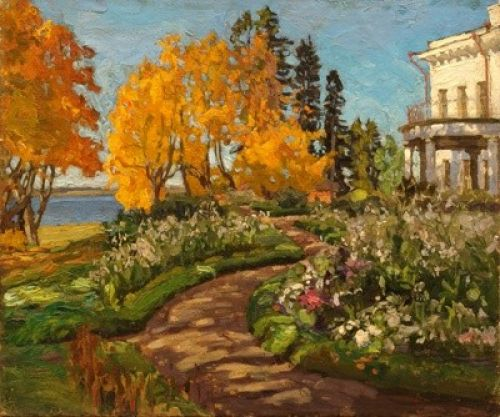
«Осінь в садибному парку», 1906, Національний художній музей Республіки Білорусь
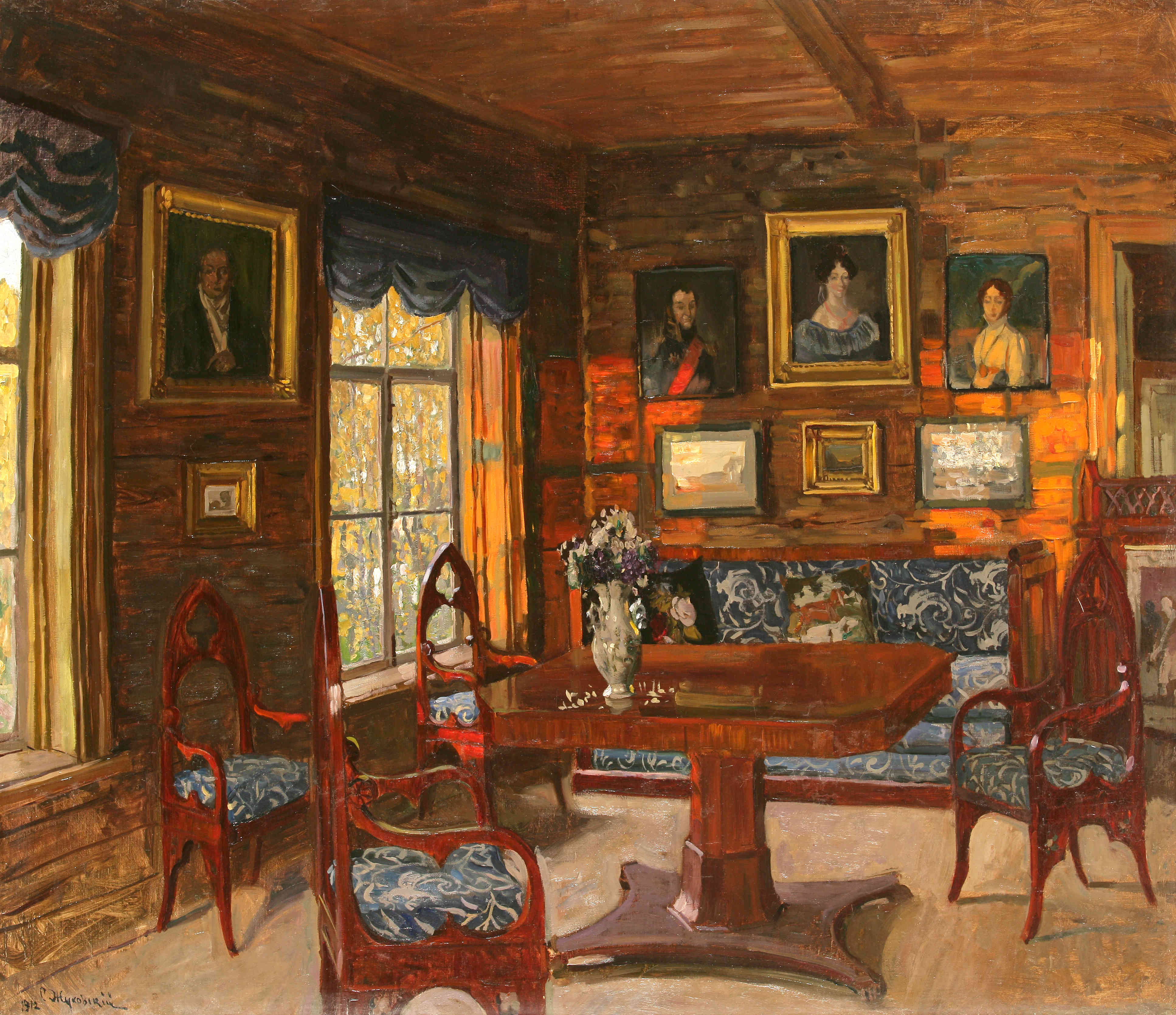
«Минуле. Кімната дворянської садиби», 1912, Національний художній музей Республіки Білорусь
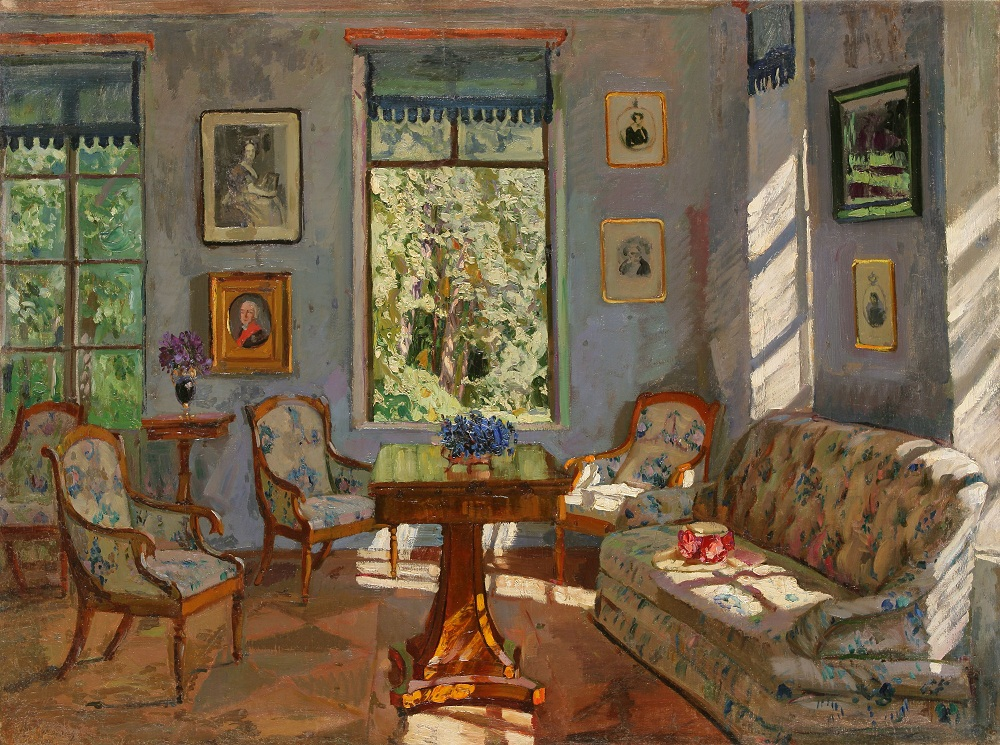
Станіслав Жуковський. «Кутова гостинна», 1916, Національний художній музей Республіки Білорусь